# 越南黄檀
越南黄檀（学名：[Dalbergia tonkinensis] 错误：{{Lang}}：文本有斜体标记（帮助）），一說即東京黃檀、越南黃花梨，为豆科黄檀属下的一种小喬木，高5—13（16—43英尺），生長於海南島和越南，其數量由於棲息地喪失和過度砍伐而處於下降當中。
中國是越南黃檀的主要消費地，在這裡它主要被用來製作家具。越南政府禁止商業化經銷越南黃檀，但私下交易和拍賣並未遭禁。作為一種名貴植物，一些越南紫檀樹的價格超過了100萬美元。
种加名 tonkinensis 意为越南“东京的”。